# Морок
Морок (англ. Moroc, гэльск. Morok, IX век) — аббат Данкелде, ставший потом епископом Данблейн. День памяти — 8 ноября.
Впервые упоминается в Абердинский требнике. Будучи миссионером из Кулди, общины ранних кельтских христиан, он стал аббатом Данкелде и впоследствии епископом Данблейнской епархии. В честь него была названа церковь в гражданском приходе Лекропт, которая после его смерти,была передана Данблейской епархии. Здание церкви, в которой был похоронен Морок, было передано епископом Данблейским деревне Камбускеннет в 1260 году в качестве компенсации за потерю десятины. В 1824 году, после Реформации, церковь была окончательно перенесена на нынешнее местоположение в Лекропте. Король Яков IV не менее шести раз посещал богослужения в данной церкви в период 1497 и 1507 годов. В его честь были названы храмы Kilmorick (Данблейн) и Kilmorack (Бьюли). В память о нём составлена служба по древнему шотландскому обряду.